# NGC 4388
NGC 4388 är en spiralgalax i stjärnbilden Jungfrun. Den upptäcktes den 17 april 1784 av William Herschel. 